# André Berthelot
André Marcel Berthelot (Paris, 20 de maio de 1862 – Paris, 6 de junho de 1938), filho de Sophie e Marcellin Berthelot, foi um historiador de religiões, filósofo, financista e político francês.
Foi deputado de Paris de 1898 a 1902 e senador de Paris de 1920 a 1927. Na política, foi particularmente engajado, assim como pai, pela causa dos camponeses e dos trabalhadores. Os irmãos de André eram o diplomata Philippe Berthelot, o estudioso Daniel Berthelo e o filósofo René Berthelot.

## Carreira
Membro da Escola Francesa de Roma (ele falou e escreveu fluentemente grego e latim), foi contratado para a Itália e Países Baixos. Em 1886, ele se tornou professor e vice-diretor da Escola Prática de Altos Estudos, onde ensinou a história das religiões grega e romana, ele também estava interessado em filosofia e história na Ásia e no mundo muçulmano. que era uma verdadeira tradição familiar. Foi conselheiro de Paris e conselheiro geral do Sena de 1894 a 1898 e foi secretário desses dois conselhos. Ele é MP de Paris de 1898 a 1902 e senador de Paris de 1920 a 1927.
Ele era secretário geral da Grande Enciclopédia.
Berthelot foi diretor do Touring Club da França, Metropolitan (1902-1919), e presidente da Sociedade Parisiense para a indústria ferroviária e bondes elétricos (1901-1937). Em 1906 ele foi o promotor da Companhia de Eletricidade de Paris e da Jeumont Electrical Works Company. Ele fundou a Companhia de Navegação do Atlântico Sul (1910) e o Banco Industrial da China (1911). Este último teve sérias dificuldades em repatriar os fundos investidos na China com a queda do regime imperial chinês e André Berthelot pediu ajuda no Quai d'Orsay.
O capital dos contribuintes e das empresas francesas não poderia ser repatriado sem a ajuda do Quai d'Orsay. Este auxílio não foi concedido (1923), não só porque preferiram o Banque d'Indochine (para o qual Paul Doumer tinha interesses), mas para os interesses políticos (seu irmão Philip o curso suportado, mas teve concorrentes no Quai d Orsay).
André Berthelot decidiu arquivar o balanço do Banco Industrial da China e criar o Banco Franco-Chinês. Na conferência do Senado, que refletiu os problemas que enfrentou, recebeu amplo apoio por sua capacidade de lidar com essa crise difícil. A imprensa das ligas de extrema direita (especialmente na ação francesa), que há muito tempo atacaram seu pai por seus pontos de vista progressistas tentaram desestabilizar André Berthelot com o fracasso. Sua capacidade de lidar com essa crise foi saudada por muitos intelectuais da época.